# Bảo tàng Quận ở Konin
Bảo tàng Quận ở Konin (tiếng Ba Lan: Muzeum Okręgowe w Koninie) là một bảo tàng tọa lạc tại số 6 Phố Muzealna, Konin, Ba Lan. Trụ sở chính của Bảo tàng là Lâu đài ở Gosławice.

## Lược sử hình thành
Bảo tàng Quận ở Konin được thành lập trên cơ sở là Phòng tưởng niệm khu vực, được thành lập vào năm 1953 theo khởi xướng của các thành viên Chi nhánh Hiệp hội Du lịch và Tham quan Ba Lan (PTTK) ở Konin. Chỗ ngồi của căn phòng là trong các cửa hàng ở ngã tư của ul. Spring of Nations với ul. Gwoździarska. Năm 1956, Phòng được chuyển đổi thành Bảo tàng Khu vực, nằm trong tòa nhà ở ul. Słowackiego, nơi có rạp chiếu phim "Moderne" trước chiến tranh. Bảo tàng được điều hành bởi các thành viên của PTTK.
Bảo tàng lưu vực Konin
Theo nghị quyết của Đoàn Chủ tịch Hội đồng Quốc gia Poviat ngày 1 tháng 2 năm 1966, Bảo tàng Lưu vực Konin được thành lập tại Konin. Đây là bảo tàng thuộc sở hữu nhà nước đầu tiên ở tỉnh Konin. Nó được đứng đầu bởi Tiến sĩ Andrzej Nowak. Nó nằm trong tòa nhà của trường khai thác cơ bản ở Konin - Marantów. Năm 1967, cuộc triển lãm cố định đầu tiên được mở (trên diện tích khoảng 200 m2). Các phòng được cung cấp miễn phí bởi Konin Brown Coal Mine, nơi trước đây đã tiếp quản một số bộ sưu tập (khoảng 600 hiện vật) từ Bảo tàng Khu vực đã thanh lý.
Bảo tàng Quận
Sau cải cách hành chính năm 1975, cơ sở này được chuyển giao nguyên trạng là một bảo tàng cấp huyện. Tiến sĩ Łucja Pawlicka-Nowak trở thành giám đốc. Đó là thời kỳ tăng cường các hoạt động nghiên cứu trong lĩnh vực khảo cổ học và dân tộc học, và mở rộng bộ sưu tập. Từ tháng 7 năm 1982, Bảo tàng Quận có trụ sở tại Gosławice. Lâu đài được đưa vào sử dụng năm 1986. Vào tháng 1 năm 1990, những du khách đầu tiên có thể xem triển lãm "Trang viên Ba Lan" trong trang viên được tái thiết. Năm 2010, triển lãm mới được đưa vào sử dụng trong khu nhà vựa đã được cải tạo.